# 秋慶鎬
秋慶鎬（：／ Choo Kyung-ho，1960年9月19日—），大韓民國保守派政治人物，現任韓國國會議員以及国民力量的國會代表，曾任經濟副總理兼企劃財政部部長。本貫為秋溪秋氏。